# Stephanie Rice
Stephanie Louise Rice (Brisbane, 17 de junio de 1988) es una exnadadora australiana especialista en pruebas de estilos, que ganó tres medallas de oro en los Juegos Olímpicos de Pekín 2008 (200 m estilos, 400 m estilos y relevos 4 x 200 m libres), batiendo en todas ellas el récord mundial.
Su revelación internacional se produjo en los Juegos de la Mancomunidad de Melbourne 2006, al ganar dos medallas de oro en 200 y 400 metros estilos. En los Campeonatos del Mundo de natación de 2007, celebrados también en Melbourne, consiguió dos medallas de bronce en las mismas pruebas. ambas ganadas por la estadounidense Katie Hoff.
En 2008, durante las pruebas de clasificación australianas para los Juegos Olímpicos, que tuvieron lugar en Sídney en el mes de marzo, batió dos récords mundiales. El 22 de marzo  logró el de los 400 metros estilos con 4:31.46, rebajando en 1.43 segundos el récord que poseía la americana Hoff con 4:32.89. Tres días después hizo lo propio en los 200 metros estilos con un tiempo de 2:08.92, que batía por 80 centésimas el récord de la china Wu Yanyan, que databa de 1997 con 2:09.72.
Poco antes de los Juegos, Katie Hoff recuperó el récord mundial de los 400 metros estilos, ya que ganó en las pruebas de clasificación americanas para los Juegos celebradas en Omaha, Nebraska, con una marca de 4:31.12.

## Juegos de Pekín 2008
En los Juegos de Pekín, Stephanie Rice y Katie Hoff partían como grandes favoritas en los 400 metros estilos. La americana nadó más rápido en las eliminatorias. Sin embargo en la final celebrada el 10 de agosto, Stephanie Rice hizo una magnífica carrera, liderando la prueba desde el inicio, y acabó ganando la medalla de oro con un nuevo récord mundial de 4:29.45, siendo la primera vez en la historia que alguien baja de los 4:30. En segunda posición se clasificó la nadadora de Zimbabue Kirsty Coventry, con 4:29.89, mientras que Katie Hoff acabó tercera con 4:31.71.
En la final de los 200 metros estilos, celebrada el 13 de agosto, Rice partía como gran favorita, y sus principales rivales eran Kisty Coventry y la estadounidense Natalie Coughlin. Rice y Coventry lucharon por la victoria hasta los últimos metros en una cerrada lucha, y finalmente Rice se llevó el triunfo con un tiempo de 2:08.45, que rebajaba en 47 centésimas el récord mundial que ella misma poseía. Kirsty Coventry fue segunda con 2:08.59 y Natalie Coughlin tercera con 2:10.34
La tercera medalla de oro llegó en los relevos de 4 x 200 metros, cuya final tuvo lugar el 14 de agosto. En principio las estadounidenses partían como grandes favoritas, pero Australia sorprendió dominando la prueba casi desde el inicio, para acabar llevándose la victoria con 7:44.31, casi seis segundos por debajo del récord mundial que poseía Estados Unidos. Stephanie Rice hizo la primera posta, y el resto del equipo lo componían por este orden Bronte Barratt, Kylie Palmer y Linda Mackenzie. La medalla de plata fue para China y el bronce para Estados Unidos.
Stephanie Rice pertenece al Club de Natación St. Peters Western. Mide 1.76 m y pesa 67 kg.